# Orquesta Sinfónica de Tokio
La Orquesta Sinfónica de Tokio (東京交響楽団 Tōkyō Kōkyō Gakudan?) es una orquesta fundada en 1946 con el nombre de Orquesta Sinfónica de Tōhō (東宝交響楽団). Tomó su denominación actual en 1951.
Instalada en la ciudad de Kawasaki, próxima a Tokio. Da sus conciertos de abono en su sede del Auditorio Sinfónico Muza Kawasaki y tiene una importante labor como orquesta de foso en el Nuevo Teatro Nacional de Tokio. También actúa regularmente en el Suntory Hall, el Teatro Metropolitano de Tokio y en la Torre de la Ciudad de la Ópera.
La Orquesta Sinfónica de Tokio ha estrenado obras de importantes compositores japoneses, como la Sinfonía n.º 2 de Kunihiko Hashimoto, compuesta para celebrar el segundo aniversario de la Constitución de Japón, implantada tras la Segunda Guerra Mundial, y que el propio compositor dirigió en el concierto celebrado en el Teatro Imperial de Tokio. El estreno fue transmitido por la radio.

## Grabaciones
Muchos de los conciertos de la orquesta fueron transmitidos por la radio. En 1961, Pablo Casals dirigió a la orquesta en la única visita que hizo en su vida a Japón.
Ha grabado bandas sonoras, como la de Godzilla (1984).

## Directores titulares y directores musicales
- Jonathan Nott (desde septiembre de 2014– )
- Hubert Soudant (2004– agosto de 2014)
- Kazuyoshi Akiyama (1964–2004)
- Masashi Ueda (1945–1964)
- Hidemaro Konoye